# أمزري (آيت عفان الغربية)
أمزري هو دُوَّار يقع بجماعة إمي نولاون،إقليم ورززات، جهة درعة تافيلالت في المملكة المغربية. ينتمي الدوّار لمشيخة آيت عفان الغربية التي تضم 5 دواوير. يقدر عدد سكانه بـ 1158 نسمة حسب الإحصاء الرسمي للسكان والسكنى لسنة 2004.

## وصلات خارجية
- البوابة الوطنية للجماعات الترابية
- المندوبية السامية للتخطيط